# Toronto Trades Assembly
La Toronto Trades Assembly fut la première centrale syndicale canadienne.
La formation Toronto Trades Assembly fut fondée à l'initiative de la Toronto Cooper Union en février 1871. À cette époque ce syndicat formait un comité spécial chargé de contacter d'autres syndicats afin d'envisager la formation d'un organisme central qui porterait le nom de la centrale. 
Le travail de ce comité fut fructueux car le 27 mars 1871 plusieurs syndicats de divers métiers, dont ceux des cordonniers, des boulangers, des cigariers et des mouleurs se réunirent à Toronto en Ontario afin de fonder la centrale.
George Hewitt de la Cooper Union en fut le premier président et J.S William de l'Union typographique fut désigné secrétaire. Un an plus tard, la centrale comptait 24 syndicats de métiers affiliés.
Cette organisation est réputée avoir organisé la première manifestation d'envergure en Amérique du Nord pour célébrer les travailleurs. Le 15 avril 1872, la centrale aurait organisé, à Toronto, une marche ordonnée accompagnée de 4 formations musicales. 10 000 Torontois auraient assisté à l'événement.
Il semble que l'organisation fut dissoute en janvier 1878, date à laquelle on ne retrouve plus aucune archive de l'organisation.